# Janna Jihad
Janna Jihad Ayyad (in arabo جنى تميمي‎?; Nabi Salih, 6 aprile 2006) è una giornalista e attivista palestinese.

## Biografia
Janna Jihad è nata a Nabi Salih, un villaggio presso la Cisgiordania, nei territori palestinesi. Sua madre, Nawal Tamimi, è la direttrice degli affari delle donne presso il Ministero dello sviluppo palestinese, sua cugina Ahed Tamimi  è una nota attivista palestinese. Ha cominciato a fare reportage sul conflitto israelo-palestinese quando aveva sette anni dopo che due membri della sua famiglia erano stati uccisi. Nel 2016 è stata definita da diverse testate giornalistiche una «tra i giornalisti più giovani al mondo».